# Privilegi (pel·lícula)
Privilegi (títol original en anglès: Privilege) és una pel·lícula de Peter Watkins estrenada el 1967. Ha estat doblada al català.

## Argument
La pel·lícula descansa sobre la construcció mediàtica d'una d'estrella del pop (paper interpretat pel cantant britànic Paul Jones). Peter Watkins destaca la histèria religiosa que uneix el jove i el seu públic, i la instrumentalització de la seva figura per les autoritats polítiques, audiovisuals i eclesiàstiques, per tal d'atenuar tota possibilitat de revolta dels joves.

## Rebuda
La pel·lícula rep una acollida crítica freda i és retirada de les pantalles per la Universal Pictures després d'algunes projeccions.

## Repartiment
- Paul Jones: Steven Shorter
- Jean Shrimpton: Vanessa Ritchie
- Mark London: Alvin Kirsch
- William Job: Andrew Butler
- Max Bacon: Julie Jordan
- Jeremy Child: Martin Crossley
- James Cossins: Professor Tatham
- Frederick Danner: Marcus Hooper
- Victor Henry: Freddie K
- Arthur Pentelow: Leo Stanley
- Steve Kirby: Squit
- Malcolm Rogers: pare Jeremy Tate
- Doreen Mantle: Miss Crawford
- Michael Graham: Timothy Arbutt
- Michael Barrington: Bisbe d'Esse